# Simcoe (grad)
Simcoe je neregistrirana zajednica (s nekadašnjim statusom grada) u jugozapadnom dijelu kanadske pokrajine Ontario u blizini jezera Erie. Administrativno je sjedište i najveća zajednica pokrajine Norfolk. 
Simcoe je poljoprivredno središte poznato po uzgoju duhana, povrća i voća. 

## Povijest
Simcoe je osnovao guverner John Graves Simcoe 1795. godine. Simcoe je 1878. godine registriran kao Gradska zajednica Simcoe koja je imala svoje gradsko vijeće i gradonačelnika. Godine 2001. grad i sve pripadajuće općine u okviru Općine Haldimand-Norfolk su raspuštene a regija je bila podijeljena u dva niza općina sa statusom grada ali s oznakom županije. Simcoe je tako danas Gradska jedinica 5 Norfolk županije. 

## Zajednica i kultura
Simcoe ima svoju radiostanicu (CD 98,9) i dvoje novina: The Simcoe Reformer i NYCA Hub. U mjestu se nalazi i Opća bolnica Norfolk. Simcoe je bio jedan od zajednica u Kanadi kroz koji je prošla Olimpijska baklja na svom putu od Atene do Vancouvera za XXI. Zimske olimpijske igre – Vancouver 2010.
Eva Brook Donly Muzej je viktorijanska kuća-muzej koji prikazuje značajke lokalne povijesti od osnutka Norfolk županije sve do 20. stoljeća. 
Lynnwood/Campbell-Reid House, neoklasična kuća izgrađena tijekom 1850. – 1951. za lokalnog bankara i upravitelja pošte Duncan Campbella, proglašena je 1972. nacionalnim povijesnim lokalitetom u Kanadi.
U Simcoeu djeluje i klub Hrvatske bratske zajednice (Simcoe Croatian Club).

## Obrazovanje
- Viša škola Simcoe
- Katolička gimnazija Sveto Trojstvo (Simcoe, Ontario)
- Javna škola Elgin Avenue
- Javna škola West Lynn
- Javna škola Lynndale Heights
- Katolička škola St. Josip
- Ecole St. Marie (Školski odbor rimokatoličkih škola na francuskom jeziku)
- Fanshawe College (podružnica sveučilišta)
- Kršćanska škola Betel Krstitelja

## Vanjske poveznice
- Simcoe and District Chamber of Commerce
- Norfolk County  Arhivirana inačica izvorne stranice od 28. veljače 2009. (Wayback Machine)
- Norfolk Heritage Centre at Eva Brook Donly Museum
- Ontario Museum Association  Arhivirana inačica izvorne stranice od 7. veljače 2012. (Wayback Machine)
- Canadian Women Artists History Initiative